# Lettres sur la danse

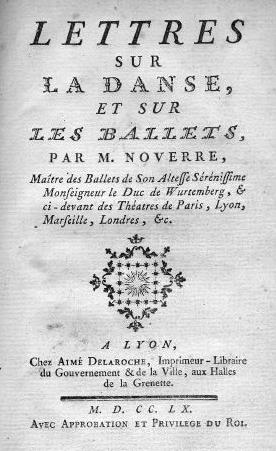
Lettres sur la danse et sur les ballets (1760)

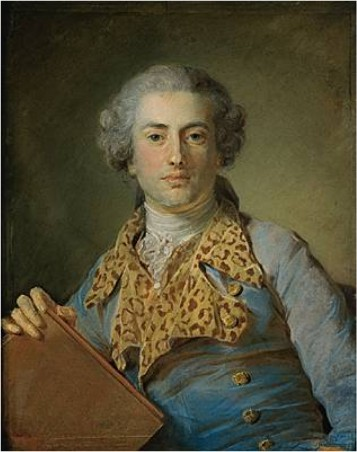
Jean-Georges Noverre
Jean-Baptiste Perronneau, 1764, Musée du Louvre

Briefe über die Tanzkunst (bzw. Lettres sur la danse et sur les ballets / Briefe über die Tanzkunst und über die Ballette) ist ein von dem Tänzer und Choreografen Jean Georges Noverre (1727–1810) verfasstes Handbuch zur Tanztheorie. Es gilt als eines der wichtigsten Tanzbücher, die jemals veröffentlicht wurden. Darin legte er seine Ideen zur Reform des Balletts dar, die zu seiner Zeit als revolutionär galten und erst nach mehr als einem Jahrhundert vollständig umgesetzt wurden. In ihrer Wirkung ist die Schrift eine der bedeutendsten Schriften der gesamten Tanz- bzw. Ballettgeschichte. Obwohl seine Ideen auf frühere Entwicklungen und Einflüsse zurückgehen, wurde Noverre durch seine Schrift über Nacht zum wichtigsten Ballett-Reformer seiner Zeit und zum bedeutendsten Begründer des klassischen Balletts. Noverre war zunächst Ballettmeister im Dienste des Herzogs Carl Eugen von Württemberg, wo er verschiedene Ballette in Stuttgart und in Ludwigsburg choreographierte, später war er Ballettmeister am Hofe Kaiserin Maria Theresias in Wien. Noverre stand im Briefwechsel mit verschiedenen europäischen Kulturschaffenden seiner Zeit, er wurde als der größte lebende Choreograph gefeiert.

## Ausgaben und Übersetzungen
Die erste Ausgabe des Buches wurde 1760  veröffentlicht und bestand aus 15 Briefen über die Reform des Tanzes. Die Briefe wurden 1769 ins Deutsche und 1778 ins Italienische übersetzt.
Die zweite Ausgabe Les Lettres sur la danse, sur les ballets et les arts, die mehr als 40 Jahre später veröffentlicht wurde, war dem russischen Zaren gewidmet. Sie besteht aus vier Bänden, die auch Anweisungen zur Architektur des Opernhauses enthalten. Die dritte Ausgabe, Lettres sur les arts imitateurs en général, et sur la danse en particulier, erschien 1807. Sie ist der Kaiserin Josephine gewidmet.
Die erste deutsche Ausgabe ist wahrscheinlich von Lessing initiiert worden, der dem Verlagshändler J. H. Cramer in Bremen die Herausgabe einer deutschen Übersetzung vorschlug und auch die ersten sechs Bogen übersetzte. Den Rest bearbeitete J. J. Ch. Bode, da Lessing wohl wegen des nicht eben leichten Gegenstandes die Arbeit liegengelassen hatte.

## Themen der Briefe
Vergleich der Ausgaben 1760 und 1807.
| Thema                                                                               | Ausgabe von 1760 Brief Nr. | Ausgabe von 1807 Band und Brief Nr. |
| ----------------------------------------------------------------------------------- | -------------------------- | ----------------------------------- |
| De la composition des ballets                                                       | 1                          | I, 17                               |
| Règles à suivre dans la composition des ballets                                     | 2                          | I, 18                               |
| De la disposition des parties principales et des parties accessoires                | 3                          | I, 19                               |
| Suite du même sujet                                                                 | 4                          | I, 20                               |
| Des connaissances nécessaires au maître de ballets                                  | 5                          | I, 14                               |
| Études du maître de ballets                                                         | 6                          | I, 15                               |
| Défauts de nos premiers ballets                                                     | 7                          | I, 21                               |
| Des ballets d'Opéra                                                                 | 8                          | I, 22                               |
| De l'expression de la figure : inconvénient des masques                             | 9                          | I, 23                               |
| De l'accord du geste avec la pensée et les mouvements de l'âme                      | 10                         | I, 27                               |
| De la conformation du danseur                                                       | 11                         | I, 28                               |
| Suite du même sujet                                                                 | 12                         | I, 29                               |
| De la chorégraphie                                                                  | 13                         | I, 30                               |
| Sur les ballets de l'auteur                                                         | 14                         | II, 1                               |
| Sur le même sujet                                                                   | 15                         | II, 2                               |
| Origine et progrès des arts imitateurs                                              | -                          | I, 1                                |
| Vicissitudes des beaux-arts ; injustice des hommes envers ceux qui les ont cultivés | -                          | I, 2                                |
| Sur le même sujet. Naissance des arts à Romes, et leur chute                        | -                          | I, 3                                |
| Renaissance des arts en Italie et en France                                         | -                          | I, 4                                |
| Utilité des règles de l'art. Digression sur Marcel                                  | -                          | I, 5                                |
| Des spectacles des Anciens, et surtout de la pantomime                              | -                          | I, 6                                |
| Suite sur les spectacles des Anciens                                                | -                          | I, 7                                |
| Continuation du même sujet                                                          | -                          | I, 8                                |
| Renaissance de l'art de la danse                                                    | -                          | I, 9                                |
| Division de la danse                                                                | -                          | I, 10                               |
| Qualités nécessaires au maître de ballets                                           | -                          | I, 11                               |
| Suite du même sujet                                                                 | -                          | I, 12                               |
| Des connaissances d'anatomie nécessaires au maître de ballets                       | -                          | I, 13                               |
| Choix des sujets                                                                    | -                          | I, 16                               |
| De la composition des corps de ballets                                              | -                          | I, 24                               |
| Des coryphées                                                                       | -                          | I, 25                               |
| Des costumes                                                                        | -                          | I, 26                               |
| Résumé général sur les ballets                                                      | -                          | II, 3                               |
| De l'Opéra depuis le milieu du dernier siècle jusqu'à nos jours                     | -                          | II, 4                               |
| Sur le même sujet                                                                   | -                          | II, 5                               |
| Sur les sujets de la danse en 1740                                                  | -                          | II, 6                               |
| Des directions de l'Opéra                                                           | -                          | II, 7                               |
| Sur les principaux sujets de la danse de l'Opéra depuis 1740                        | -                          | II, 8                               |
| Sur le même sujet                                                                   | -                          | II, 9                               |
| Sur les maîtres de ballets de l'Opéra                                               | -                          | II, 10                              |
| De quelques autres compositeurs de ballets                                          | -                          | II, 11                              |
| Sur les danseuses actuelles de l'Opéra                                              | -                          | II, 12                              |
| Des danseurs actuels de l'Opéra                                                     | -                          | II, 13                              |
| A Voltaire, sur Garrick                                                             | -                          | II, 14                              |
| Sur le même sujet                                                                   | -                          | II, 15                              |
| Observations sur la construction d'une salle d'Opéra                                | -                          | II, 16                              |
| Sur les Fêtes nationales                                                            | -                          | II, 17                              |
| Sur le même sujet                                                                   | -                          | II, 18                              |
| Sur le même sujet                                                                   | -                          | II, 19                              |
| Sur le même sujet                                                                   | -                          | II, 20                              |
| Sur le même sujet                                                                   | -                          | II, 21                              |
| Sur l'état actuel des arts                                                          | -                          | II, 22                              |
| Des causes qui s'opposent aux progrès des arts                                      | -                          | II, 23                              |
| Sur le Théâtre Français                                                             | -                          | II, 24                              |